# Пеццаце
Пеццаце (итал. Pezzaze) — коммуна в Италии, в провинции Брешиа области Ломбардия.
Население составляет 1600 человек, плотность населения составляет 76 чел./км². Занимает площадь 21 км². Почтовый индекс — 25061. Телефонный код — 030.
Покровителем коммуны почитается святой Аполлоний, празднование 7 июля.